# Hanazakari no Kimitachi e
Hanazakari no Kimitachi e: Ikemen Paradise (花ざかりの君たちへ イケメン♂パラダイス Hanazakari no Kimitachi e: Ikemen Paradaisu), còn có tên Hana Kimi, là phim truyền hình Nhật Bản sản xuất bởi Fuji Television và phát sóng lần đầu tiên ngày 3 tháng 7 năm 2007. Được chuyển thể từ manga Hana-Kimi của tác gia Hisaya Nakajo. Phim trường bao gồm cả đại học Ryutsu Keizai.
Phim bao gồm 12 tập. Ngoài ra còn một tập Special (tập đặc biệt) phát sóng vào 21 giờ Chủ nhật ngày 12 tháng 10 năm 2008.
Phim cũng có phiên bản Đài Loan (11/2006 - 03/2007: Hua Yang Shao Nian Shao Nu - Hoa dạng thiếu niên thiếu nữ) và Hàn Quốc (8/2012 - 10/2012: To the Beautiful You - Gửi người xinh tươi).

## Nội dung
Phim dựa trên manga nổi tiếng cùng tên của tác giả Hisaya Nakajo. Horikita thể hiện nhân vật chính Ashiya Mizuki, một cô gái Nhật Bản sống ở Mĩ. Một ngày nọ, cô xem chương trình ti vi có trận thi đấu với sự tham gia của vận động viên nhảy cao Sano Izumi. Cô bắt đầu ngưỡng mộ anh. Sano đã bị thương ở Mĩ khi cố giúp Mizuki trốn thoát khỏi bọn du côn. Từ đó, anh không tham gia nhảy cao nữa. Mizuki bị dằn vặt vì cô cho rằng mình là người gây ra tai nạn đó và quyết định đến Nhật Bản để giúp Sano tìm lại tình yêu đối với môn nhảy cao. Tuy nhiên, Izumi là học sinh của trường nam sinh, và vì thế Mizuki phải cải nam trang để có thể gặp lại anh.

## Sản xuất
- Nguyên tác (manga): Hanazakari no Kimitachi e của Nakajo Hisaya
- Biên kịch: Muto Shogo (chính), Yamaura Masahiro (山浦雅大) (tập 8 & 10)
- Nhà sản xuất: Goto Hiroyuki (Fuji TV), Moriyasu Aya　(森安彩) (Kyodo TV)
- Đạo diễn: Matsuda Hidetomo, Tsuzuki Junichi, Sato Genta (佐藤源太)
- Âm nhạc: Kono Shin, Takami Yu (高見優), Shida Hirohide (sản xuất)
- Dẫn chuyện: Moriyama Shuichiro (森山周一郎)

## Diễn viên

### Ký túc xá 1
- Ishigaki Yūma (石垣 佑磨?) trong vai Tennōji Megumi (天王寺 恵 (Thiên Vương Tự Huệ)?)
- Takahashi Mitsuomi (高橋 光臣?) trong vai Daikokuchō Mitsuomi (大国町 光臣 (Đại Quốc Đinh Quang Thần)?)
- Takeda Kōhei (武田 航平?) trong vai Kitahanada Kōhei (北花田 航平 (Bắc Hoa Điền Hàng Bình)?)
- Suzuki Ryōhei (鈴木 亮平?) trong vai Akashi Sōichirō (明石 総一郎?)
- Sato Yūichi (佐藤 雄一?) trong vai Tezukayama Shōta (帝塚山 翔太?)
- Nishiyama Sōsuke (西山 宗佑?) trong vai Shichidō Sōma (七道 宗磨?)
- Hayakawa Ryō (早川 諒?) trong vai Gotenyama Sakyō (御殿山 左京?)
- Hagiwara Tatsuya (萩原 達也?) trong vai Ishikiri Hiroto (石切 寛人?)
- Matsushita Kōji (松下 幸司?) trong vai Shōjaku Ren (正雀 漣?)

### Ký túc xá 2
- Horikita Maki (堀北 真希?) trong vai Ashiya Mizuki (芦屋 瑞稀?)
- Oguri Shun (小栗 旬?) trong vai Sano Izumi (佐野 泉?)
- Ikuta Toma (生田 斗真?) trong vai Nakatsu Shuichi (中津 秀一 (Trung)?)
- Mizushima Hiro (水嶋 ヒロ?) trong vai Nanba Minami (難波 南?)
- Yamamoto Yusuke (山本 裕典?) trong vai Kayashima Taiki (萱島 大樹?)
- Okada Masaki (岡田 将生?) trong vai Sekime Kyōgo (関目 京悟?)
- Kimura Ryō (木村 了?) trong vai Nakao Senri (中央 千里 (Trung)?)
- Mizobata Junpei (溝端 淳平?) trong vai Saga Kazuma (嵯峨 和真?)
- Igarashi Shunji (五十嵐 隼士?) trong vai Noe Shinji (野江 伸二?)
- Sakimoto Hiromi (崎本 大海?) trong vai Kyōbashi Arata (京橋 新?)
- Chiyo Shōta (千代 将太?) trong vai Yodoyabashi Taichi (淀屋橋 太壱?)
- Tajima Ryō (田島 亮?) trong vai Arashiyama jō (嵐山 譲?)
- Shimegi Enoku (標 永久?) trong vai Tannowa Kyōichi (淡輪 恭一?)
- Okada Hikaru (岡田 光?) trong vai Takaida Riku (高井田 睦 (Cao)?)
- Ikeda Jun (池田 純?) trong vai Kamishinjō Itsuki (上新庄樹?)
- Suzuki Kōta (鈴木 康太?) trong vai Uenoshiba Kanata (上野芝 奏太?)
- Shibasaki Keisuke (柴崎 佳佑?) trong vai Minase Manato (水無瀬 学人?)

### Ký túc xá 3
- Kyō Nobuo (姜 暢雄?) trong vai Himejima Masao (姫島 正夫?) còn gọi là Oscar (オスカー).
- Katō Keisuke (加藤 慶祐?) trong vai Yao Hikaru (八尾 光 (Quang)?)
- Watanabe Toshihiko (渡辺 俊彦?) trong vai Imamiya Shō (今宮 昇?)
- Takahashi Yūta (高橋 優太?) trong vai Shijō Haruki (四条 春樹?)
- Matsuda Shōichi (松田 祥一?) trong vai Kuzuha Junnosuke (樟葉 淳之介?)
- Miyata Naoki (宮田 直樹?) trong vai Saiin Tsukasa (西院 司?)
- Furuhara Yasuhisa (古原 靖久?) trong vai Ōgimachi Taiyō (扇町 太陽?)
- Ojima Naoya (尾嶋 直哉?) trong vai Kaizuka Kōhei (貝塚 こうへい?)
- Nakata Yuya (中田 祐矢?) trong vai Katabiranotsuji Ken (帷子ノ辻 健?)
- Kawakami Yū (川上 祐?) trong vai Kōrien Genji (香里園 源治?)

### Trường nữ sinh St. Blossom
Hanayashiki Hibari và Hibari 4
- Iwasa Mayuko (岩佐 真悠子?) trong vai Hanayashiki Hibari (花屋敷 ひばり?)
- Kiritani Mirei (桐谷 美玲?) trong vai Amagasaki Kanna (尼崎 カンナ?)
- Taira Airi (平 愛梨?) trong vai Abeno Erika (阿倍野 エリカ?)
- Matsuda Madoka (松田 まどか?) trong vai Kishinosato Jyuri (岸里 樹里?)
- Kurose Manami (黒瀬 真奈美?) trong vai Imaike Komari (今池こまり?)

### Trường trung học Toukyou
- Shirota Yū (城田 優?) trong vai Kagurazaka Makoto (神楽坂 真言?)
- Daitou Syunsuke (大東 俊介?) trong vai Sano Shin (佐野 森?)

### Giáo viên
- Matsuda Seiko (松田 聖子?) trong vai cô Hiệu trưởng Tsubaki (椿 校長 Tsubaki Kouchyou?)
- Ukaji Takashi (宇梶 剛士?) trong vai thầy Hiệu phó Saruwatari (猿渡 教頭 Saruwatari kyoutou?)
- Kobayashi Susumu (小林 すすむ?) trong vai thầy giáo Yoshioka (吉岡 Yoshioka?)
- Kamikawa Takaya (上川 隆也?) trong vai bác sĩ Umeda Hokuto (梅田 北斗?)

### Khác
- Konno Mahiru (紺野まひる?) trong vai Hara Akiha (原 秋葉?)
- Okada Yoshinori (岡田 義徳?) trong vai Ashiya Shizuki (芦屋 静稀?)
- Yamazaki Hajime (山崎 一?) trong vai Ashiya Takumi (芦屋 拓見?)
- Tsutsui Mariko (筒井 真理子?) trong vai Ashiya Eiko (芦屋 英子?)
- Moriguchi Yōko (森口 瑤子?) trong vai Nanba Io (難波 伊緒?)
- Harada Natsuki (原田 夏希?) trong vai Tanabe Kanako (田辺 可南子?)
- Sugimoto Tetta (杉本 哲太?) trong vai Sano Takehiko (佐野 岳彦?)

## Danh sách tập phim
| Tập  | Ngày phát sóng      | Tên                                        | Tỉ lệ người xem |
| ---- | ------------------- | ------------------------------------------ | --------------- |
| 1    | 3 tháng 7 năm 2007  | Getting into the Forbidden Boys' Dormitory | 15.9%           |
| 2    | 10 tháng 7 năm 2007 | Wrong Kiss                                 | 16.8%           |
| 3    | 17 tháng 7 năm 2007 | Bizarre Big Brother                        | 16.5%           |
| 4    | 24 tháng 7 năm 2007 | Dangerous Three-Person Room                | 16.6%           |
| 5    | 31 tháng 7 năm 2007 | Hopeless Coast Story                       | 15.3%           |
| 6    | 7 tháng 8 năm 2007  | The Beginning of Stormy Love               | 14.7%           |
| 7    | 14 tháng 8 năm 2007 | Suddenly in Bed                            | 14.7%           |
| 8    | 21 tháng 8 năm 2007 | I Like Mizuki                              | 17.5%           |
| 9    | 28 tháng 8 năm 2007 | Exposed!                                   | 18.2%           |
| 10   | 4 tháng 9 năm 2007  | Depend On Me                               | 17.8%           |
| 11   | 11 tháng 9 năm 2007 | I'll Jump for You                          | 19.5%           |
| Last | 18 tháng 9 năm 2007 | We'll Protect You                          | 21.0%           |

 Lưu trữ ngày 7 tháng 12 năm 2010 tại Wayback Machine

## Nhạc phim
- Nhạc mở đầu: Ikenai Taiyo - Orange Range trình bày
- Nhạc kết thúc: PEACH - Otsuka Ai trình bày
- Nhạc nền: My Love - Kawashima Ai, Boom boom boom - Go Hiromi, Paradise Ginga - Hikaru Genji, Tomaranai Ha~Ha - Yazawa Eikichi, Girlfriend - Avril Lavigne.

## Giải thưởng
- Television Drama Academy Awards lần thứ 54: Phim truyền hình hay nhất
- Television Drama Academy Awards lần thứ 54: Nữ diễn viên chính xuất sắc nhất - Horikita Maki
- Television Drama Academy Awards lần thứ 54: Nam diễn viên phụ xuất sắc nhất - Ikuta Toma
- TVnavi Magazine 2007 Drama Awards: Nam diễn viên chính xuất sắc nhất- Oguri Shun